# Алексеев, Никита (подьячий)
Ники́та Алексе́ев (конец XVII века) — подьячий Посольского приказа в правление царей Алексея Михайловича, Фёдора Алексеевича и Петра Первого и царевны Софьи.

## Биография
Ранняя биография неизвестна. Впервые упоминается в 1675/1676 году в качестве подьячего Посольского приказа и гонца в Персию, его оклад составлял 14 рублей в год. 23 января 1680 года — подьячий и гонец в Польшу. 6 мая 1681 года снова упоминается в качестве подьячего Посольского приказа. С 9 июня по 2 декабря 1682 года — гонец в Данию и Швецию. В феврале 1684 года — подьячий в посольстве Якова Одоевского в Польшу. Дальнейшая биография неизвестна.